# Alejandro Vigil
Alejandro Vigil Gonzalez (ur. 11 lutego 1993 w Siero) – hiszpański siatkarz, grający na pozycji środkowego, reprezentant Hiszpanii. 

## Sukcesy klubowe
Liga hiszpańska:
- 2016, 2021

Superpuchar Belgii:
- 2016[7]

Liga belgijska:
- 2017

Superpuchar Portugalii:
- 2024[8]

Liga portugalska:
- 2025[9]

## Sukcesy reprezentacyjne
Mistrzostwa Świata Kadetów:
- 2011[10]

Mistrzostwa Europy Juniorów:
- 2012

Igrzyska Śródziemnomorskie:
- 2018

## Nagrody indywidualne
- 2011: Najlepszy blokujący Mistrzostw Świata Kadetów